# 500 Milhas de Indianápolis de 2021
A 105ª edição das 500 Milhas de Indianápolis (creditada oficialmente como "105th Running of the Indianapolis 500 presented by Gainbridge") foi a sexta etapa do calendário de corridas da temporada de 2021 da IndyCar Series, disputada no dia 30 de maio no Indianapolis Motor Speedway, localizado na cidade de Speedway, em Indiana. Em 21 de abril de 2021, foi anunciado que, devido à pandemia de COVID-19, a presença de pública foi restrita a 135 mil torcedores (40% da capacidade de público do circuito).
O hino nacional norte americano foi interpretado pelo cantor country Jimmie Allen, enquanto "Back Home Again In Indiana" ficou novamente por conta do tenor Jim Cornelison. A ordem de largada foi dada mais uma vez por Roger Penske.
O pace-car foi um Chevrolet Corvette C8 Stingray, pilotado por Danica Patrick.
Hélio Castroneves foi o vencedor da prova, se tornando o quarto piloto a obter quatro vitórias nas 500 Milhas de Indianápolis ao lado de A. J. Foyt, Al Unser e Rick Mears e também o primeiro piloto estrangeiro a atingir essa marca. A corrida também marcou a primeira vitória da equipe Meyer Shank Racing.
Apenas dois novatos disputaram a corrida: Scott McLaughlin, da Penske, que terminou em 20º lugar e Pietro Fittipaldi, da Dale Coyne Racing (em associação com a Rick Ware Racing), chegou a andar em 2º e cruzou a linha de chegada em 25º, a uma volta do vencedor. Entre os demais vencedores da prova que estiveram no grid, o francês Simon Pagenaud teve o melhor desempenho: chegou na terceira posição depois de largar em 26º.

## Pilotos inscritos
Além dos 20 pilotos que disputarão a temporada completa, inscreveram-se para a corrida outros 15 pilotos, fazendo com que o bump day voltasse a ser disputado. A participação de Cody Ware no terceiro carro da Dale Coyne Racing (em associação com a Rick Ware Racing, equipe gerenciada por seu pai na NASCAR) foi retirada por falta de patrocínio
Os inscritos apenas para a Indy 500 são:
- Stefan Wilson (Andretti Autosport): inscrito num sexto carro da Andretti Autosport[9], o irmão de Justin Wilson tentará a classificação para sua quarta Indy 500 na carreira.
- Marco Andretti (Andretti-Herta Autosport w/ Marco Andretti & Curb-Agajanian): depois de 15 temporadas consecutivas, optou em disputar apenas as 500 Milhas pela equipe de seu pai, Michael Andretti[10].
- Sage Karam (Dreyer & Reinbold Racing): pela sexta edição consecutiva, Karam foi inscrito como piloto da Dreyer & Reinbold, novamente sem apoio oficial de outras equipes.[11][12]
- Simona de Silvestro (Paretta Autosport): de volta à IndyCar após 8 anos, a suíça foi inscrita pela Paretta Autosport, que faz sua estreia na categoria.
- Santino Ferrucci (Rahal Letterman Lanigan Racing): sem vaga na temporada 2021, Ferrucci foi anunciado no #45 da RLL[13][14]
- J. R. Hildebrand (A. J. Foyt Enterprises): o segundo colocado nas 500 Milhas de 2011 tentará a classificação em um quarto carro da Dreyer & Reinbold, inscrito com o #1 em homenagem aos 60 anos da primeira das 4 vitórias de A. J. Foyt em Indianápolis[15][16].
- RC Enerson (Top Gun Racing): após a tentativa malsucedida de inscrição para a etapa de Gateway em 2020, a Top Gun Racing anunciou sua participação nas 500 Milhas com RC Enerson, que não conseguiu a vaga no grid.

## Treino classificatório
| Pos.                           | No.                            | Piloto                         | Equipe                                                              | Motor                          | Vel.                           |
| Classificados para o Fast Nine | Classificados para o Fast Nine | Classificados para o Fast Nine | Classificados para o Fast Nine                                      | Classificados para o Fast Nine | Classificados para o Fast Nine |
| ------------------------------ | ------------------------------ | ------------------------------ | ------------------------------------------------------------------- | ------------------------------ | ------------------------------ |
| 1                              | 10                             | Scott Dixon W                  | Chip Ganassi Racing                                                 | Honda                          | 231.685                        |
| 2                              | 26                             | Colton Herta                   | Andretti Autosport                                                  | Honda                          | 231.655                        |
| 3                              | 21                             | Rinus VeeKay                   | Ed Carpenter Racing                                                 | Chevrolet Indy V6              | 231.511                        |
| 4                              | 20                             | Ed Carpenter                   | Ed Carpenter Racing                                                 | Chevrolet Indy V6              | 231.504                        |
| 5                              | 48                             | Tony Kanaan W                  | Chip Ganassi Racing                                                 | Honda                          | 231.032                        |
| 6                              | 10                             | Álex Palou                     | Chip Ganassi Racing                                                 | Honda                          | 230.616                        |
| 7                              | 28                             | Ryan Hunter-Reay W             | Andretti Autosport                                                  | Honda                          | 230.499                        |
| 8                              | 06                             | Hélio Castroneves W            | Meyer Shank Racing                                                  | Honda                          | 230.355                        |
| 9                              | 8                              | Marcus Ericsson                | Chip Ganassi Racing                                                 | Honda                          | 230.318                        |
| Posições 10-30                 |                                |                                |                                                                     |                                |                                |
| 10                             | 27                             | Alexander Rossi W              | Andretti Autosport                                                  | Honda                          | 231.046                        |
| 11                             | 18                             | Ed Jones                       | Dale Coyne Racing w/ Vasser-Sullivan                                | Honda                          | 231.044                        |
| 12                             | 5                              | Patricio O'Ward                | Arrow McLaren SP                                                    | Chevrolet Indy V6              | 230.864                        |
| 13                             | 51                             | Pietro Fittipaldi R            | Dale Coyne Racing w/ Rick Ware Racing                               | Honda                          | 230.846                        |
| 14                             | 7                              | Felix Rosenqvist               | Arrow McLaren SP                                                    | Chevrolet Indy V6              | 230.744                        |
| 15                             | 30                             | Takuma Sato W                  | Rahal Letterman Lanigan Racing                                      | Honda                          | 230.708                        |
| 16                             | 29                             | James Hinchcliffe              | Andretti Steinbrenner Autosport                                     | Honda                          | 230.563                        |
| 17                             | 3                              | Scott McLaughlin R             | Team Penske                                                         | Chevrolet Indy V6              | 230.557                        |
| 18                             | 15                             | Graham Rahal                   | Rahal Letterman Lanigan Racing                                      | Honda                          | 230.521                        |
| 19                             | 47                             | Conor Daly                     | Ed Carpenter Racing                                                 | Chevrolet Indy V6              | 230.427                        |
| 20                             | 60                             | Jack Harvey                    | Meyer Shank Racing                                                  | Honda                          | 230.191                        |
| 21                             | 2                              | Josef Newgarden                | Team Penske                                                         | Chevrolet Indy V6              | 230.071                        |
| 22                             | 1                              | J. R. Hildebrand               | A. J. Foyt Enterprises                                              | Chevrolet Indy V6              | 229.980                        |
| 23                             | 45                             | Santino Ferrucci               | Rahal Letterman Lanigan Racing                                      | Honda                          | 229.949                        |
| 24                             | 86                             | Juan Pablo Montoya W           | Arrow McLaren SP                                                    | Chevrolet Indy V6              | 229.891                        |
| 25                             | 98                             | Marco Andretti                 | Andretti Herta-Haupert Autosport w/ Marco Andretti & Curb-Agajanian | Honda                          | 229.872                        |
| 26                             | 22                             | Simon Pagenaud W               | Team Penske                                                         | Chevrolet Indy V6              | 229.778                        |
| 27                             | 14                             | Sébastien Bourdais             | A. J. Foyt Enterprises                                              | Chevrolet Indy V6              | 229.744                        |
| 28                             | 25                             | Stefan Wilson                  | Andretti Autosport                                                  | Honda                          | 229.714                        |
| 29                             | 59                             | Max Chilton                    | Carlin                                                              | Chevrolet Indy V6              | 229.417                        |
| 30                             | 4                              | Dalton Kellett                 | A. J. Foyt Enterprises                                              | Chevrolet Indy V6              | 228.323                        |
| Bump Day                       |                                |                                |                                                                     |                                |                                |
| 31                             | 24                             | Sage Karam                     | Dreyer & Reinbold Racing                                            | Chevrolet Indy V6              | Sem tempo                      |
| 32                             | 12                             | Will Power W                   | Team Penske                                                         | Chevrolet Indy V6              | Sem tempo                      |
| 33                             | 16                             | Simona de Silvestro            | Paretta Autosport                                                   | Chevrolet Indy V6              | Sem tempo                      |
| Eliminados                     |                                |                                |                                                                     |                                |                                |
| 34                             | 11                             | Charlie Kimball                | A. J. Foyt Enterprises                                              | Chevrolet Indy V6              | 227.584                        |
| 35                             | 75                             | RC Enerson R                   | Top Gun Racing                                                      | Chevrolet Indy V6              | 226.813                        |
| OFFICIAL REPORT                |                                |                                |                                                                     |                                |                                |

## Resultado oficial
| Posição        | Número | Piloto               | Equipe                                                              | Motor             | Voltas Completadas | Tempo/Abandono   | Pit Stops | Classificação | Voltas Lideradas | Pontos |
| -------------- | ------ | -------------------- | ------------------------------------------------------------------- | ----------------- | ------------------ | ---------------- | --------- | ------------- | ---------------- | ------ |
| 1              | 06     | Hélio Castroneves W  | Meyer Shank Racing                                                  | Honda             | 200                | 2:37:19.3846     | 5         | 8             | 20               | 103    |
| 2              | 10     | Álex Palou           | Chip Ganassi Racing                                                 | Honda             | 200                | +0.4928          | 5         | 6             | 35               | 85     |
| 3              | 22     | Simon Pagenaud W     | Team Penske                                                         | Chevrolet Indy V6 | 200                | +0.5626          | 6         | 26            | 3                | 71     |
| 4              | 5      | Patricio O'Ward      | Arrow McLaren SP                                                    | Chevrolet Indy V6 | 200                | +0.9409          | 5         | 12            | 17               | 65     |
| 5              | 20     | Ed Carpenter         | Ed Carpenter Racing                                                 | Chevrolet Indy V6 | 200                | +1.2424          | 5         | 4             |                  | 66     |
| 6              | 45     | Santino Ferrucci     | Rahal Letterman Lanigan Racing                                      | Honda             | 200                | +9.0876          | 6         | 23            | 2                | 57     |
| 7              | 24     | Sage Karam           | Dreyer & Reinbold Racing                                            | Chevrolet Indy V6 | 200                | +13.4359         | 5         | 31            | 2                | 53     |
| 8              | 21     | Rinus VeeKay         | Ed Carpenter Racing                                                 | Chevrolet Indy V6 | 200                | +14.2415         | 5         | 3             | 32               | 56     |
| 9              | 86     | Juan Pablo Montoya W | Arrow McLaren SP                                                    | Chevrolet Indy V6 | 200                | +14.8808         | 5         | 24            |                  | 44     |
| 10             | 48     | Tony Kanaan W        | Chip Ganassi Racing                                                 | Honda             | 200                | +15.4428         | 7         | 5             |                  | 45     |
| 11             | 8      | Marcus Ericsson      | Chip Ganassi Racing                                                 | Honda             | 200                | +16.5166         | 6         | 9             |                  | 39     |
| 12             | 2      | Josef Newgarden      | Team Penske                                                         | Chevrolet Indy V6 | 200                | +22.3045         | 5         | 21            |                  | 36     |
| 13             | 47     | Conor Daly           | Ed Carpenter Racing                                                 | Chevrolet Indy V6 | 200                | +22.6921         | 5         | 19            | 40               | 37     |
| 14             | 30     | Takuma Sato W        | Rahal Letterman Lanigan Racing                                      | Honda             | 200                | +23.2955         | 5         | 15            | 7                | 33     |
| 15             | 1      | J. R. Hildebrand     | A. J. Foyt Enterprises                                              | Chevrolet Indy V6 | 200                | +23.5277         | 7         | 22            |                  | 30     |
| 16             | 26     | Colton Herta         | Andretti Autosport                                                  | Honda             | 200                | +28.8029         | 5         | 2             | 13               | 37     |
| 17             | 9      | Scott Dixon W        | Chip Ganassi Racing                                                 | Honda             | 200                | +38.6410         | 6         | 1             | 7                | 36     |
| 18             | 60     | Jack Harvey          | Meyer Shank Racing                                                  | Honda             | 200                | +40.1572         | 6         | 20            |                  | 24     |
| 19             | 98     | Marco Andretti       | Andretti-Herta-Haupert Autosport w/ Marco Andretti & Curb-Agajanian | Honda             | 200                | +40.3591         | 6         | 25            |                  | 22     |
| 20             | 3      | Scott McLaughlin R   | Team Penske                                                         | Chevrolet Indy V6 | 200                | +40.8337         | 8         | 17            |                  | 20     |
| 21             | 29     | James Hinchcliffe    | Andretti-Steinbrenner Autosport                                     | Honda             | 200                | +40.8464         | 5         | 16            |                  | 18     |
| 22             | 28     | Ryan Hunter-Reay W   | Andretti Autosport                                                  | Honda             | 200                | +41.5762         | 6         | 7             |                  | 19     |
| 23             | 4      | Dalton Kellett       | A. J. Foyt Enterprises                                              | Chevrolet Indy V6 | 199                | +1 volta         | 6         | 30            |                  | 14     |
| 24             | 59     | Max Chilton          | Carlin                                                              | Chevrolet Indy V6 | 199                | +1 volta         | 8         | 29            |                  | 12     |
| 25             | 51     | Pietro Fittipaldi R  | Dale Coyne Racing w/ Rick Ware Racing                               | Chevrolet Indy V6 | 199                | +1 volta         | 6         | 13            |                  | 10     |
| 26             | 14     | Sébastien Bourdais   | A. J. Foyt Enterprises                                              | Chevrolet Indy V6 | 200                | +1 volta         | 6         | 27            |                  | 10     |
| 27             | 7      | Felix Rosenqvist     | Arrow McLaren SP                                                    | Chevrolet Indy V6 | 199                | +1 volta         | 8         | 14            | 14               | 11     |
| 28             | 18     | Ed Jones             | Dale Coyne Racing w/ Vasser-Sullivan                                | Honda             | 199                | +1 volta         | 6         | 11            |                  | 10     |
| 29             | 27     | Alexander Rossi W    | Andretti Autosport                                                  | Honda             | 198                | +2 voltas        | 10        | 10            |                  | 10     |
| 30             | 12     | Will Power W         | Team Penske                                                         | Chevrolet Indy V6 | 197                | +3 voltas        | 6         | 32            |                  | 10     |
| 31             | 16     | Simona de Silvestro  | Paretta Autosport                                                   | Chevrolet Indy V6 | 169                | Batida nos boxes | 4         | 33            |                  | 10     |
| 32             | 15     | Graham Rahal         | Rahal Letterman Lanigan Racing                                      | Honda             | 118                | Batida           | 3         | 18            | 8                | 11     |
| 33             | 25     | Stefan Wilson        | Andretti Autosport                                                  | Honda             | 32                 | Batida nos boxes | 1         | 28            |                  | 10     |
| OFFICAL REPORT |        |                      |                                                                     |                   |                    |                  |           |               |                  |        |